# Friesea pentacantha
Friesea pentacantha är en urinsektsart som beskrevs av Mills 1934. Friesea pentacantha ingår i släktet Friesea och familjen Neanuridae. Inga underarter finns listade i Catalogue of Life.